# Emilie Woldvik
Emilie Woldvik, född den 8 januari 1999, är en norsk fotbollsspelare. Hon representerar damallsvenska Rosengård FC och det norska landslaget.

## Biografi
Woldvik inledde sin seniorkarriär i det norska laget LSK Kvinner år 2017. Där spelade hon till och med 2024 då hon valde att flytta till FC Rosengård. Hon har även representerat det norska damlandslaget där hon debuterade 2020.